# Ain't Talkin' 'bout Dub
Ain't Talkin' 'bout Dub è un singolo del gruppo musicale britannico Apollo 440, pubblicato il 3 febbraio 1997 come secondo estratto dal secondo album Electro Glide in Blue.

## Descrizione
La canzone è basata su un campione della linea di chitarra solista della canzone del 1978 Ain't Talkin' 'bout Love del gruppo rock Van Halen. L'inizio della canzone contiene un campione del film di fantascienza del 1971 Andromeda.
La copertina del singolo presenta una fotografia di Jeremy Thorpe con la chitarra Gibson Flying V  di Jimi Hendrix nel backstage del concerto Jimi Hendrix Experience tenutosi presso la Royal Festival Hall nel 1967.

## Tracce
1. Ain't Talkin' 'Bout Dub (@440 Radio Edit) - 3:56
2. Glam (Rock N Roll Part III) - 8:13

## Video musicale
Il video musicale è stato diretto da James Brown e presentato in anteprima nel febbraio 1997.